# David Pearson (Rennfahrer, 1934)

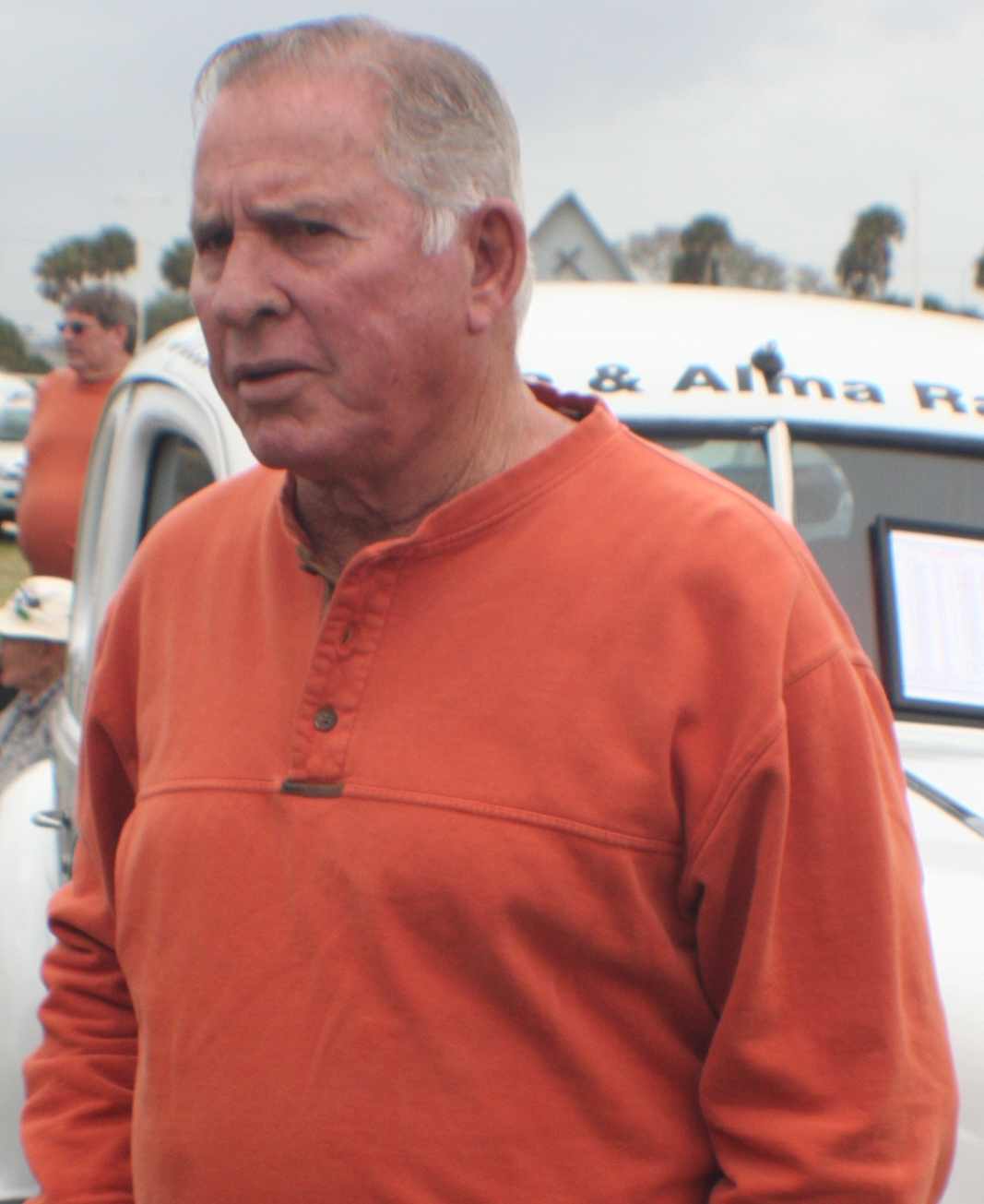
David Pearson 2008

David Pearson (* 22. Dezember 1934 in Whitney, South Carolina; † 12. November 2018 in Spartanburg, South Carolina) war ein US-amerikanischer NASCAR-Rennfahrer und dreifacher Meister im Winston Cup.
Der unter dem Spitznamen „Silver Fox“ (Silberner Fuchs) bekannte Pearson debütierte in der Saison 1960 in der Grand-National-Serie von NASCAR und gewann direkt den Titel als Rookie des Jahres. Im Verlauf seiner Karriere gewann er drei Mal die Meisterschaft in der Serie, und zwar 1966, 1968 und 1969. Er gilt als einer der größten Fahrer von NASCAR, was unter anderem auf die Duelle mit Richard Petty, einer weiteren NASCAR-Legende, zurückzuführen ist. Zwischen dem 8. August 1963 und dem 12. Juni 1977 beendeten sie 63 Rennen auf den ersten beiden Plätzen, wobei Pearson mit 33 Siegen knapp als Sieger des Duells hervorgegangen ist.
Einer der bekanntesten Vorfälle ereignete sich beim Daytona 500 zu Beginn der Saison 1976, als Pearson und Petty Stoßstange an Stoßstange in die letzte Runde gingen. Als es zu einem harten Kontakt ihrer Wagen kam, drehten sich beide und schlugen in die äußere Begrenzungsmauer ein. Nur wenige hundert Meter vor dem Ziel saß Petty in seinem Wagen, dessen Motor ausgegangen war und sich nicht wieder starten ließ. Pearsons Motor lief noch und so sicherte er sich den Sieg.
Nach 26 Saisons beendete Pearson nach der Saison 1986 seine Karriere. Er war hinter Richard Petty der Fahrer mit der zweithöchsten Anzahl an Siegen wie auch an Pole-Positionen.